# José María Carrizo Villarreal
José María Carrizo Villarreal (* 5. August 1918 in Ocú, Provinz Herrera, Panama; † 15. April 1998) war ein panamaischer Geistlicher und römisch-katholischer Bischof von Chitré.

## Leben
José María Carrizo Villarreal empfing am 20. Dezember 1942 die Priesterweihe für das Erzbistum Panama. 
Papst Johannes XXIII. ernannte ihn am 21. Januar 1963 zum ersten Bischof des neuerrichteten Bistums Chitré. Der Apostolische Nuntius in Panama, Erzbischof Antonino Pinci, spendete ihm am 24. März desselben Jahres die Bischofsweihe; Mitkonsekratoren waren Francisco Beckmann CM, Erzbischof von Panama, und Tomás Alberto Clavel Méndez, Bischof von David.
Er nahm an der zweiten, dritten und vierten Sitzungsperiode des Zweiten Vatikanischen Konzils als Konzilsvater teil.
Papst Johannes Paul II. nahm am 29. Oktober 1994 seinen altersbedingten Rücktritt an.